# Nahe-Express
| Ein VT 622 als RE 3 nach Saarbrücken bei Walhausen (Saar). |                                   |                                                       |                                                       |
| Kursbuchstrecke (DB): | 471, 645.8, 645.9, 680            |                                                       |                                                       |
| Streckenlänge: | 213 km                            |                                                       |                                                       |
| Streckengeschwindigkeit: | 140 km/h                          |                                                       |                                                       |
| |                                   |                                                       |                                                       |
| Verkehrsunternehmen: | vlexx                             |                                                       |                                                       |
| Länder: | Hessen, Rheinland-Pfalz, Saarland |                                                       |                                                       |
| \| \| 0 \| Saarbrücken Hbf \| Saarbrücken Hbf \| \| \| 20 \| Neunkirchen (Saar) Hbf \| Neunkirchen (Saar) Hbf \| \| \| 25 \| Ottweiler (Saar) \| Ottweiler (Saar) \| \| \| 34 \| St. Wendel \| St. Wendel \| \| \| 49 \| Türkismühle \| Türkismühle \| \| \| \| Landesgrenze Saarland – Rheinland-Pfalz \| \| \| \| 55 \| Neubrücke (Nahe) \| Neubrücke (Nahe) \| \| \| 73 \| Idar-Oberstein \| Idar-Oberstein \| \| \| 88 \| Kirn \| Kirn \| \| \| 103 \| Bad Sobernheim \| Bad Sobernheim \| \| \| 106 \| Staudernheim \| Staudernheim \| \| \| 121 \| Bad Münster am Stein \| Bad Münster am Stein \| \| \| 125 \| Bad Kreuznach \| Bad Kreuznach \| \| \| 131 \| Gensingen-Horrweiler \| Gensingen-Horrweiler \| \| \| 148 \| Ingelheim \| Ingelheim \| \| \| 166 \| Mainz Hbf (zweistündlich Endstation) \| Mainz Hbf (zweistündlich Endstation) \| \| \| \| Landesgrenze Rheinland-Pfalz – Hessen \| \| \| \| 178 \| Rüsselsheim (zweistündlich) \| Rüsselsheim (zweistündlich) \| \| \| 202 \| Frankfurt (Main) Flughafen Regionalbf (zweistündlich) \| Frankfurt (Main) Flughafen Regionalbf (zweistündlich) \| \| \| 213 \| Frankfurt (Main) Hbf (zweistündlich) \| Frankfurt (Main) Hbf (zweistündlich) \| |                                   |                                                       |                                                       |
| Kopfbahnhof Streckenanfang | 0                                 | Saarbrücken Hbf                                       | Saarbrücken Hbf                                       |
| Bahnhof | 20                                | Neunkirchen (Saar) Hbf                                | Neunkirchen (Saar) Hbf                                |
| Bahnhof | 25                                | Ottweiler (Saar)                                      | Ottweiler (Saar)                                      |
| Bahnhof | 34                                | St. Wendel                                            | St. Wendel                                            |
| Bahnhof | 49                                | Türkismühle                                           | Türkismühle                                           |
| Grenze |                                   | Landesgrenze Saarland – Rheinland-Pfalz               | Landesgrenze Saarland – Rheinland-Pfalz               |
| Bahnhof | 55                                | Neubrücke (Nahe)                                      | Neubrücke (Nahe)                                      |
| Bahnhof | 73                                | Idar-Oberstein                                        | Idar-Oberstein                                        |
| Bahnhof | 88                                | Kirn                                                  | Kirn                                                  |
| Bahnhof | 103                               | Bad Sobernheim                                        | Bad Sobernheim                                        |
| Haltepunkt / Haltestelle | 106                               | Staudernheim                                          | Staudernheim                                          |
| Bahnhof | 121                               | Bad Münster am Stein                                  | Bad Münster am Stein                                  |
| Bahnhof | 125                               | Bad Kreuznach                                         | Bad Kreuznach                                         |
| Bahnhof | 131                               | Gensingen-Horrweiler                                  | Gensingen-Horrweiler                                  |
| Bahnhof | 148                               | Ingelheim                                             | Ingelheim                                             |
| Bahnhof | 166                               | Mainz Hbf (zweistündlich Endstation)                  | Mainz Hbf (zweistündlich Endstation)                  |
| Grenze |                                   | Landesgrenze Rheinland-Pfalz – Hessen                 | Landesgrenze Rheinland-Pfalz – Hessen                 |
| Bahnhof | 178                               | Rüsselsheim (zweistündlich)                           | Rüsselsheim (zweistündlich)                           |
| Bahnhof | 202                               | Frankfurt (Main) Flughafen Regionalbf (zweistündlich) | Frankfurt (Main) Flughafen Regionalbf (zweistündlich) |
| Kopfbahnhof Streckenende | 213                               | Frankfurt (Main) Hbf (zweistündlich)                  | Frankfurt (Main) Hbf (zweistündlich)                  |

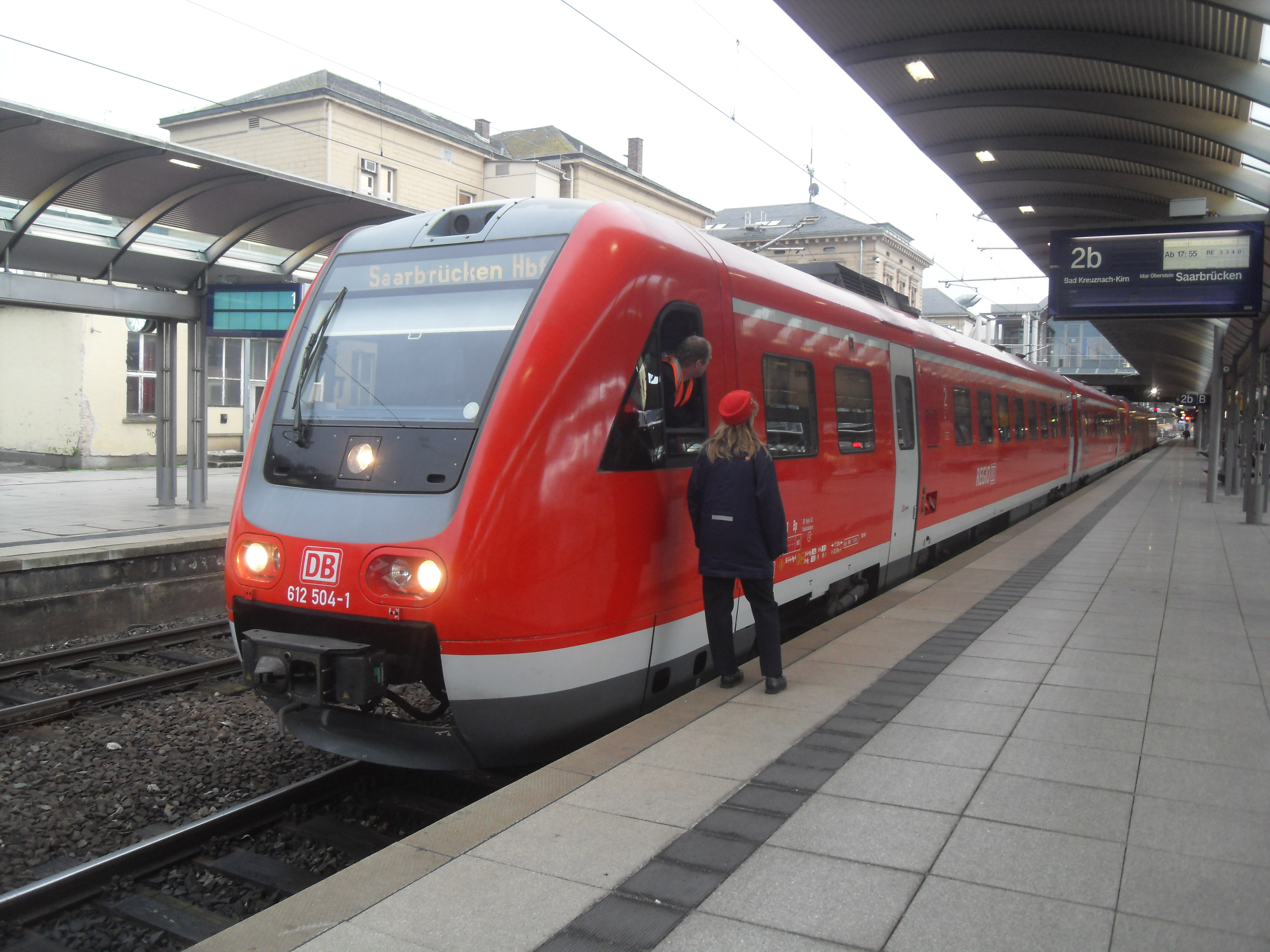
DB-Baureihe 612 im Jahr 2009 als Nahe-Express in Mainz Hbf auf dem Weg nach Saarbrücken Hbf

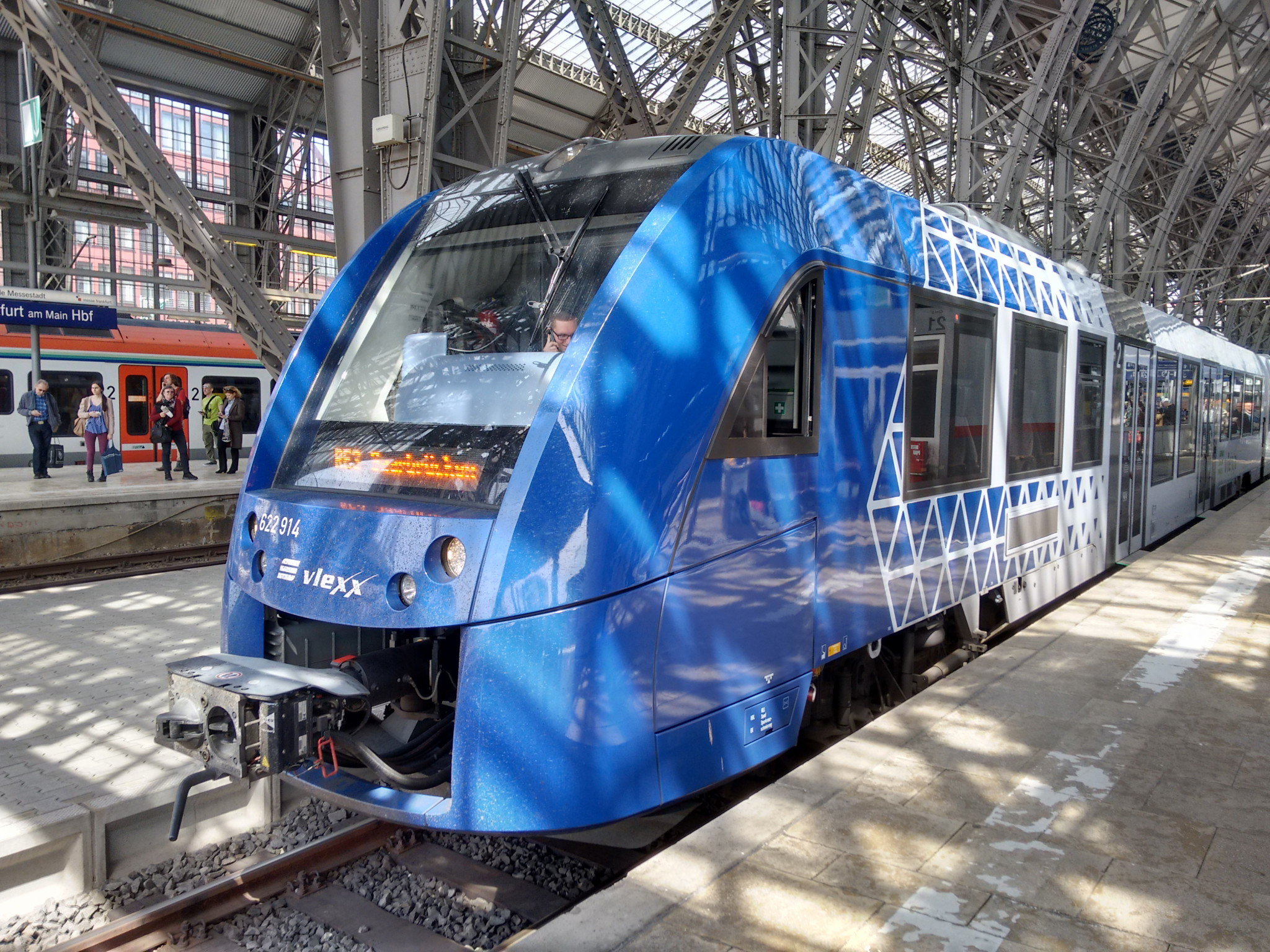
LINT-Triebwagen 622 914 des heutigen Betreibers vlexx als RE3 nach Saarbrücken in Frankfurt (Main) Hbf

Der Nahe-Express ist ein Regional-Express (RE 3), der größtenteils auf der Nahetalbahn und der Bahnstrecke Gau Algesheim–Bad Kreuznach sowie teilweise auf der linken Rheinstrecke und der Mainbahn von Frankfurt (Main) Hauptbahnhof über Mainz Hauptbahnhof nach Saarbrücken Hauptbahnhof verkehrt.
Betreiber der RE-Verbindung ist die Firma vlexx, ein Unternehmen der Länderbahn.

## Einsatz
Aufgrund des nicht elektrifizierten Abschnittes zwischen Neubrücke (Nahe) und Gau Algesheim kommen auf der Strecke ausschließlich dieselbetriebene Fahrzeuge zum Einsatz. Seit der Betriebsübernahme durch die vlexx GmbH im Jahr 2014 kommen ausschließlich Triebfahrzeuge des Typs LINT 81 und 54 zum Einsatz.
In der Zeit vor der Betriebsübernahme wurden durch DB Regio Triebwagen der Baureihe 612 eingesetzt. Davor verkehrten auch Züge mit Baureihe 218 und n-Wagen – seltener auch mit Doppelstockwagen. Der zwischenzeitliche Einsatz von Zügen der Baureihe 611 („Pendolino“) wurde aufgrund der Probleme mit der Neigetechnik wieder eingestellt. Aufgrund von Fahrzeugmangel wurden zeitweise auch Züge der Baureihen 628 und 643 eingesetzt.

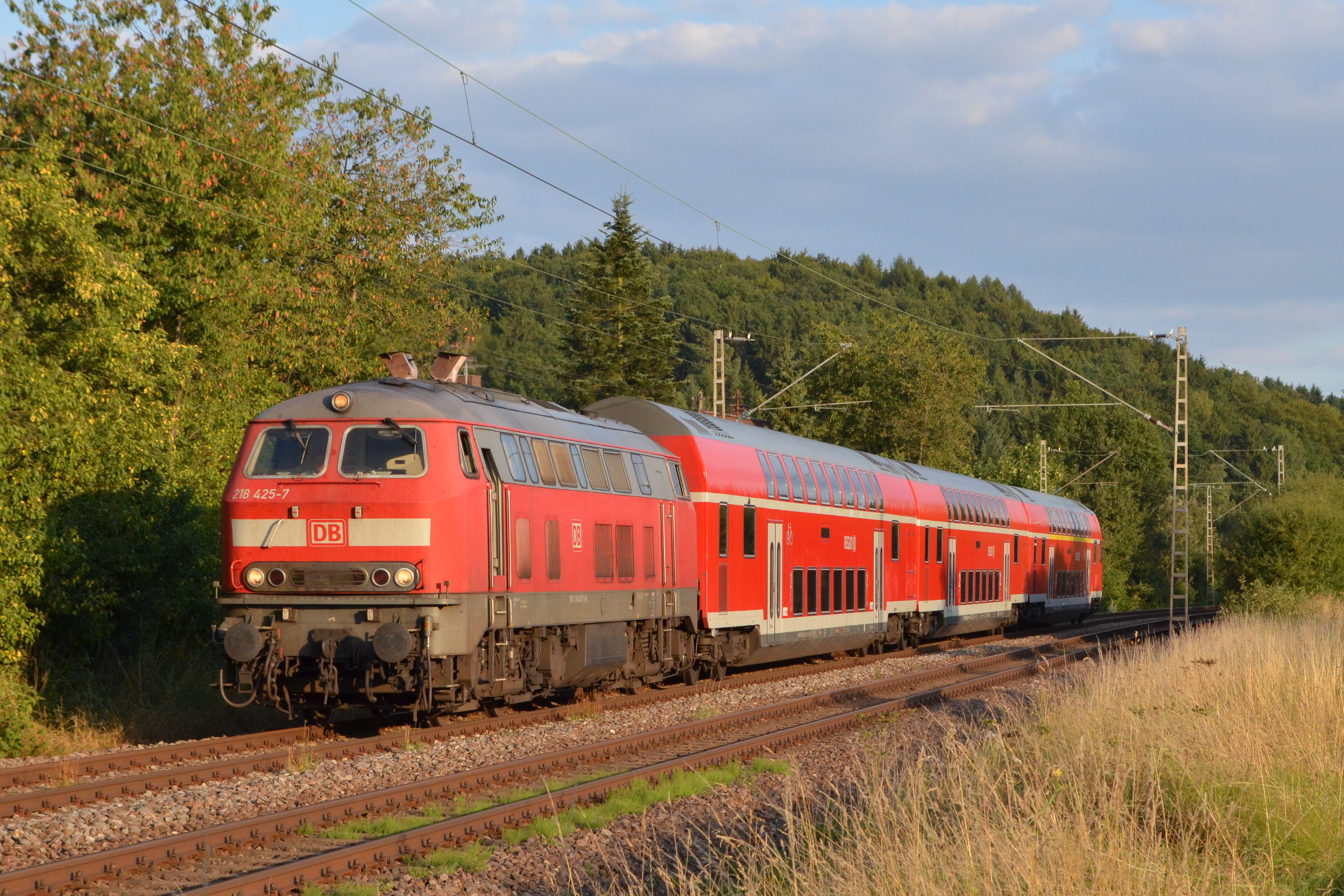
218 425 mit Doppelstockwagen als RE 3 nach Mainz in Walhausen (Saar). Die Garnitur fuhr als Ersatzleistung für eine Doppeltraktion 612.

## Takt
Die Züge verkehren zwischen Saarbrücken und Mainz stündlich. Jede zweite Stunde sind die Züge von und nach Frankfurt (Main) Hauptbahnhof durchgebunden. Durch die wochentags zweistündlich zwischen Koblenz und Frankfurt verkehrenden Regional-Express-Züge des SÜWEX (RE 2) ergibt sich ein Stundentakt von und nach Frankfurt mit einem Umstieg in Ingelheim beziehungsweise Mainz. Mit dem Fahrplanwechsel 2009/2010 verkehrte erstmals ein Regional-Express am Freitagabend von Mainz über Saarbrücken hinaus nach Trier Hauptbahnhof. Im Jahr 2012 wurde dieser Zug wieder eingestellt.
Seit dem Fahrplanwechsel im Dezember 2014 wird in der Hauptverkehrszeit im Stundentakt von und bis Frankfurt gefahren. Zudem verkehren alle Regional-Express-Züge auch am Wochenende. Die erste Fahrt startet täglich um 3:46 Uhr in Saarbrücken nach Frankfurt. Die letzte Fahrt aus Frankfurt kommt täglich um 1:12 Uhr in Saarbrücken an.
Neu ist auch ein Regional-Express um 21:12 Uhr ab Saarbrücken, der einen Anschluss vom letzten ICE/TGV aus Paris ermöglicht. Somit ist die Fahrzeit Paris–Nahe so gering wie nie zuvor. Von Paris nach Neubrücke benötigt man 2:53 Stunden, nach Idar-Oberstein 3:07 Stunden und nach Kirn 3:17 Stunden.
Seit August 2004 verlängerten sich aufgrund einer Abschaltung der Neigetechnik an den Fahrzeugen der Baureihe 612 die Fahrzeiten um rund 15 Minuten. Dadurch wurde der Taktknoten in Saarbrücken zur vollen Stunde verpasst, was negative Auswirkungen für zahlreiche Umsteigeverbindungen hatte. Während die Züge im Jahresfahrplan 2004 in Saarbrücken zur Minute 56 aus Richtung Mainz ankamen und zur Minute 02 nach Mainz abfuhren, kamen diese dann zur Minute 11 bzw. 13 an und fuhren zur Minute 49 bzw. 51 ab.
Seit der Übernahme der Strecke durch Vlexx ab 2015 wird mit Fahrzeugen vom Typ LINT 54 und LINT 81 gefahren, die ohnehin keine Neigetechnik-Fähigkeit mehr besitzen.
Durch die Inbetriebnahme des neuen Haltepunktes „Gateway Gardens“ im Bereich des Frankfurter Flughafens ab Dezember 2019 musste der Fahrplan des RE 3 umfangreich angepasst werden. Grund hierfür ist die Verschiebung der Fahrpläne der S-Bahn-Linie S 8 im Bereich des Rhein-Main-Verkehrsverbundes (RMV) mit der Konsequenz, dass die S-Bahnen in Richtung Frankfurt in Mainz früher abfahren und aus Richtung Frankfurt später ankommen. Der Zweckverband Schienenpersonennahverkehr Rheinland-Pfalz Süd stellte in einer Pressemitteilung hierzu fest, dass die umfangreichen Änderungen und auch Nachteile gegenüber dem aktuellen Fahrplan ausschließlich der Einrichtung des neuen Haltepunktes im Bereich des Frankfurter Flughafens und der durch die DB Netz AG festgelegten Verschiebung der Fahrzeiten der S 8 in Richtung Mainz/Wiesbaden geschuldet sind. Diese wiederum haben ihre Ursache in den hohen Auslastungen sowohl der S-Bahn-Strecke durch die Frankfurter Innenstadt als auch der Bahnlinien zwischen Frankfurt, Mainz und Bingen.
Die Linie RE 3 Richtung Bad Kreuznach, Idar-Oberstein und weiter nach Saarbrücken startet seither bis zu 17 Minuten früher in der Mainmetropole und hält zusätzlich in Mainz Römisches Theater (Zugang zur Mainzer Altstadt), Mainz-Bischofsheim und Frankfurt-Niederrad (Bürostadt Niederrad). Die Weiterfahrt in Richtung Bad Kreuznach erfolgt dann schon zur Minute 53 (vorher 00). Der neu gewonnene Fahrzeitenpuffer an der Nahestrecke soll die Linie pünktlicher und somit auch die Umsteigeverbindungen in das Alsenztal (in Richtung Rockenhausen, Kaiserslautern) und Glantal (in Richtung Meisenheim, Lauterecken) verlässlicher machen.
Auch in der Gegenrichtung werden die Züge angepasst und wenige Minuten später aus dem Nahetal in Mainz ankommen. Nach den auch hier drei neuen Halten (u. a. Mainz Römisches Theater) wird die Ankunft in Frankfurt neu zur Minute 49 sein. Vor allem für den Mainzer Süden ergeben sich dadurch weitere Fahrmöglichkeiten nach Frankfurt.

## Auslastung
Aufgrund der gestiegenen Nachfrage und der begrenzten Fahrzeuganzahl kam es zu Einschränkungen im Bereich der Kapazität. Einige Züge im Berufsverkehr mussten in Vierfachtraktion verkehren, weswegen bei anderen Zugläufen nicht mehr genug Triebwagen zur Verfügung standen. Dies führte teilweise zur Überfüllung von Zügen. Auf die Platzprobleme wurde bei der Betriebsaufnahme der vlexx GmbH eingegangen. In der Ausschreibung wurden für jeden Zug Mindestsitzplatzkapazitäten vorgegeben, so gibt es im RE 3 bis zu 540 Sitzplätze. Auch bei vlexx gab es allerdings weiter Probleme mit Überfüllungen, da zeitweise statt der geplanten Dreifachtraktion nur einzelne Züge verkehrten. Begründet wurde dies mit der hohen Anzahl an defekten LINT-Triebwagen. In der Hauptverkehrszeit wird der RE 3 durch einen neuen Zug der Linie RE 15 zwischen Mainz und Kaiserslautern entlastet.

## Ausflugszug Nahetal-Express
Bis ins Jahr 2014 wurde durch die Deutsche Bahn der Ausflugszug „Nahetal-Express“ in der Ausflugssaison von 1. Mai bis 19. Oktober sonn- und feiertags von Wiesbaden Hbf nach Türkismühle und zurück betrieben. Der Zug sollte besonders Wanderer und Radfahrer entlang der Nahe ansprechen. Dazu startete der Zug morgens um 10:01 Uhr in Wiesbaden Hbf und erreichte Türkismühle um 12:41 Uhr. Ab Mainz Hbf ersetzte er die zu dieser Zeit verkehrende RB Mainz-Türkismühle und hielt an allen Unterwegshalten. In Türkismühle wurde der Zug über Mittag abgestellt und fuhr gegen 17:10 Uhr wieder zurück zum Wiesbadener Hbf, den er um 19:51 Uhr erreichte.
Betrieben wurde der Nahetal-Express planmäßig mit einem Dieseltriebwagen der Baureihe 643. Zum Betreiberwechsel der vlexx wurde der Nahetal-Express ersatzlos eingestrichen, ebenso die Regionalbahn Mainz-Türkismühle.

## Ausflugszug Nationalpark-Express
Seit April 2023 verkehrt im Nahetal wieder ein Ausflugszug, der sogenannte „Nationalpark-Express“. Der Zug startet von April bis Oktober immer sonn- und feiertags um 8:19 Uhr in Koblenz-Lützel und fährt über Oberwesel, Bingen, Bad Kreuznach und Idar-Oberstein nach Neubrücke (Nahe) (Ankunft 10:34 Uhr). Ab Bad Kreuznach hält der Zug an allen Bahnhöfen, so auch in Kronweiler, Nohen, Heimbach (Nahe) und Hoppstädten (Nahe). Vor der abendlichen Rückfahrt nach Koblenz-Lützel in Neubrücke (Nahe) um 17:20 Uhr pendelt der Zug insgesamt drei Mal zwischen Neubrücke (Nahe) und Idar-Oberstein als RB 33. Koblenz-Lützel wird bei der Rückfahrt um 19:37 Uhr erreicht.

Der Zug soll die Fahrgäste bequem zur Draisinenbahn in Staudernheim, mit einem ab Idar-Oberstein verkehrenden Expressbus zum Erbeskopf und anderen Zielen im Nationalpark Hunsrück-Hochwald sowie zu den Unterwegshalten am Nahe-Steig bringen. Neben dem Elsass-Express und dem Weinstraßen-Express handelt es sich um den dritten Ausflugszug in Rheinland-Pfalz, der ebenfalls durch die vlexx betrieben wird.

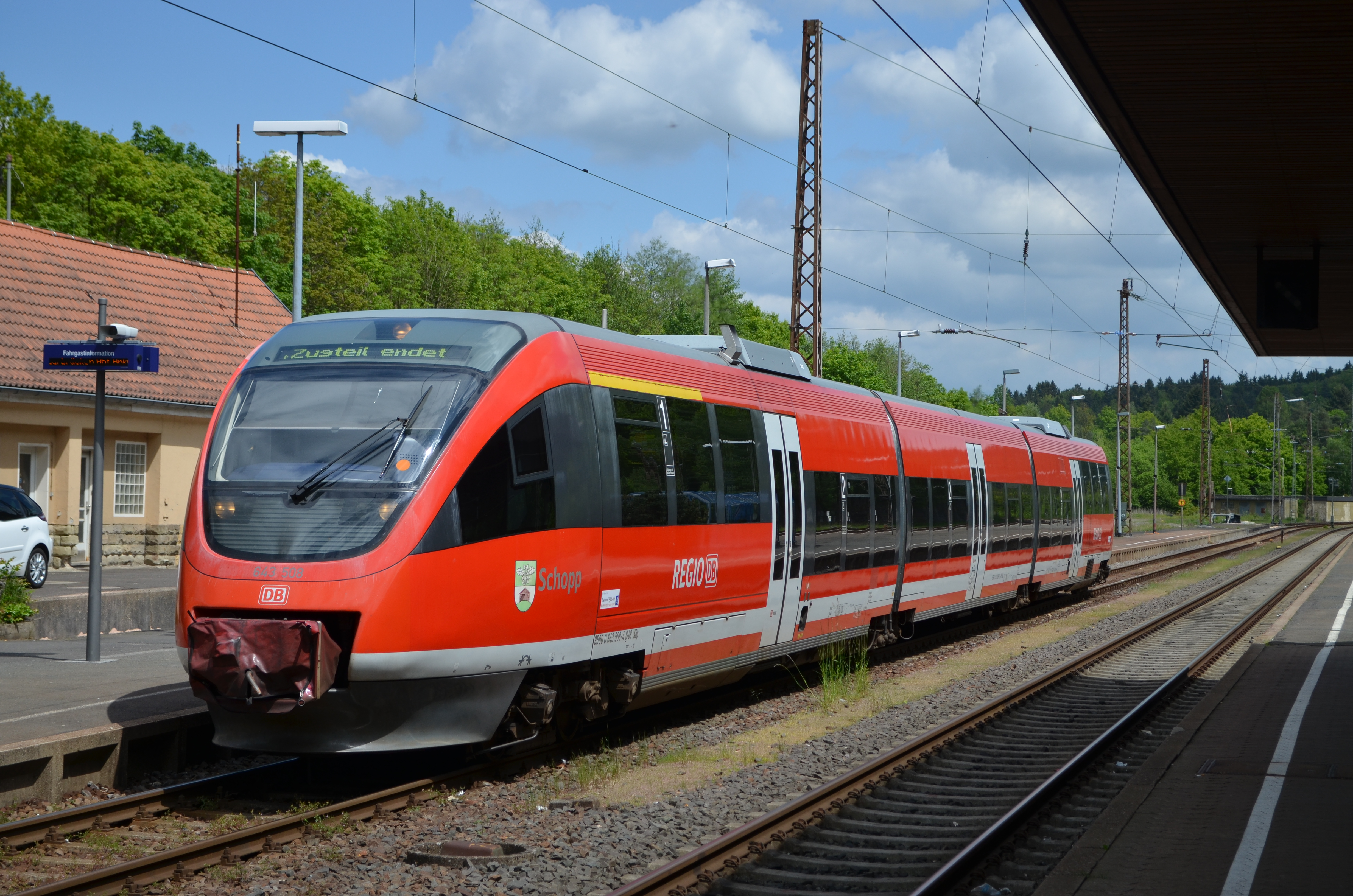
643 008 hat am 18. Mai 2014 seinen Endbahnhof Türkismühle erreicht. Der Talent verkehrte als „Nahetal-Express“, ein Ausflugszug der von Mai bis Oktober immer Sonn- und Feiertags von Wiesbaden über Mainz nach Türkismühle und abends wieder zurück verkehrte.